# Goldman Sachs Tower
Goldman Sachs Tower là một tòa tháp văn phòng tại Thành phố Jersey, New Jersey, Hoa Kỳ. Đây là tòa nhà cao nhất ở Thành phố New Jersey . Tháp có 42 tầng và độ cao 238 m (781 feet).
Tháp được thiết kế bởi Cesar Pelli, người cũng thiết kế các Petronas Towers ở Kuala Lumpur, One Canada Square ở London và với Key Tower ở Cleveland. World Financial Center nằm bên sông Hudson cũng do ông thiết kế.
Toà tháp này hoàn thành vào năm 2004.